# Campionats del món de ciclisme en ruta de 2025
Els Campionats del món de ciclisme en ruta de 2025 es disputaran del 21 al 28 de setembre de 2024 a Kigali, Ruanda. Serà la primera vegada que un mundial de ciclisme es disputa en el continent africà. Els recorreguts d'aquest mundial de ruta seran propicis per a ciclistes escaladors.

## Programa
| Data                             | Prova                            | Localitat (sortida)       | Localitat (arribada)      | Distància                 |                           |
| Contrarellotge individual        | Contrarellotge individual        | Contrarellotge individual | Contrarellotge individual | Contrarellotge individual | Contrarellotge individual |
| -------------------------------- | -------------------------------- | ------------------------- | ------------------------- | ------------------------- | ------------------------- |
| 21 setembre                      | Contrarellotge femenina          | Kigali                    | Kigali                    | 31.2 km                   |                           |
| 21 setembre                      | Contrarellotge masculina         | Kigali                    | Kigali                    | 40.6 km                   |                           |
| 22 setembre                      | Contrarellotge femenina júnior   | Kigali                    | Kigali                    | 18.3 km                   |                           |
| 22 setembre                      | Contrarellotge masculina sub-23  | Kigali                    | Kigali                    | 31.2 km                   |                           |
| 23 setembre                      | Contrarellotge masculina júnior  | Kigali                    | Kigali                    | 22.6 km                   |                           |
| 23 setembre                      | Contrarellotge femenina sub-23   | Kigali                    | Kigali                    | 22.6 km                   |                           |
| Contrarellotge per equips mixtos |                                  |                           |                           |                           |                           |
| 24 setembre                      | Contrarellotge per equips mixtos | Kigali                    | Kigali                    | 42.4 km                   |                           |
| Cursa en línia                   |                                  |                           |                           |                           |                           |
| 25 setembre                      | Cursa en línia femenina sub-23   | Kigali                    | Kigali                    | 119.3 km                  |                           |
| 26 setembre                      | Cursa en línia masculina júnior  | Kigali                    | Kigali                    | 119.3 km                  |                           |
| 26 setembre                      | Cursa en línia masculina sub-23  | Kigali                    | Kigali                    | 164.6 km                  |                           |
| 27 setembre                      | Cursa en línia femenina júnior   | Kigali                    | Kigali                    | 74 km                     |                           |
| 27 setembre                      | Cursa en línia femenina          | Kigali                    | Kigali                    | 164.6 km                  |                           |
| 28 setembre                      | Cursa en línia masculina         | Kigali                    | Kigali                    | 267.5 km                  |                           |

## Resultats

### Proves professionals
| Event                            | Or | Or | Plata | Plata | Bronze | Bronze |
| Proves masculines professionals  |    |    |       |       |        |        |
| Cursa en línia masculina         |    |    |       |       |        |        |
| Contrarellotge masculina         |    |    |       |       |        |        |
| Proves femenines professionals   |    |    |       |       |        |        |
| Cursa en línia femenina          |    |    |       |       |        |        |
| Contrarellotge femenina          |    |    |       |       |        |        |
| Proves mixtes                    |    |    |       |       |        |        |
| Contrarellotge per equips mixtos |    |    |       |       |        |        |

### Proves sub-23
| Event                           | Or | Or | Plata | Plata | Bronze | Bronze |
| Proves sub-23 masculines        |    |    |       |       |        |        |
| Cursa en línia masculina sub-23 |    |    |       |       |        |        |
| Contrarellotge masculina sub-23 |    |    |       |       |        |        |
| Proves sub-23 feminines         |    |    |       |       |        |        |
| Cursa en línia femenina sub-23  |    |    |       |       |        |        |
| Contrarellotge femenina sub-23  |    |    |       |       |        |        |

### Proves júniors
| Event                           | Or | Or | Plata | Plata | Bronze | Bronze |
| Proves masculines júniors       |    |    |       |       |        |        |
| Cursa en línia masculina júnior |    |    |       |       |        |        |
| Contrarellotge masculina júnior |    |    |       |       |        |        |
| Proves femenines júniors        |    |    |       |       |        |        |
| Cursa en línia femenina júnior  |    |    |       |       |        |        |
| Contrarellotge femenina júnior  |    |    |       |       |        |        |